# Distrito Lasallista del Perú
El Distrito Lasallista del Perú es una división administrativa del Instituto de los Hermanos de las Escuelas Cristianas. Se originó en el año 1956, luego de la decisión de separar al entonces Distrito de Perú-Bolivia en dos Provincias: una con centro en Arequipa (Perú) y otra, en La Paz (Bolivia). Aunque hay que tener en cuenta que en un período anterior el Perú había formado parte del Distrito del Ecuador.
El Distrito Lasallista del Perú tiene actualmente 80 Hermanos repartidos en las comunidades que están ubicadas en Arequipa, Abancay, Lima, Iquitos, Cusco, Requena y Urubamba. Hay Hermanos en formación en las ciudades de Rionegro y Bogotá (Colombia). Su actual Visitador es el Hermano Marco Antonio Salazar Cayuri, arequipeño de nacimiento y nombrado como tal en el año 2011 por el Hermano Álvaro Rodríguez Echeverría. 
- Datos: Q5808847